# تيد برايس (لاعب كرة قدم)
تيد برايس (بالإنجليزية: Ted Price)‏ (13 يونيو 1883 بوالسال في المملكة المتحدة - 29 ديسمبر 1967 بايزلورث في المملكة المتحدة) هو لاعب كرة قدم بريطاني (وحمل سابقاً جنسية المملكة المتحدة لبريطانيا العظمى وأيرلندا) في مركز حراسة المرمى. لعب مع ستوكبورت كونتي وكوينز بارك رينجرز ونادي برينتفورد ونادي والسول وCroydon Common F.C. ‏.